# Barbara Wussow

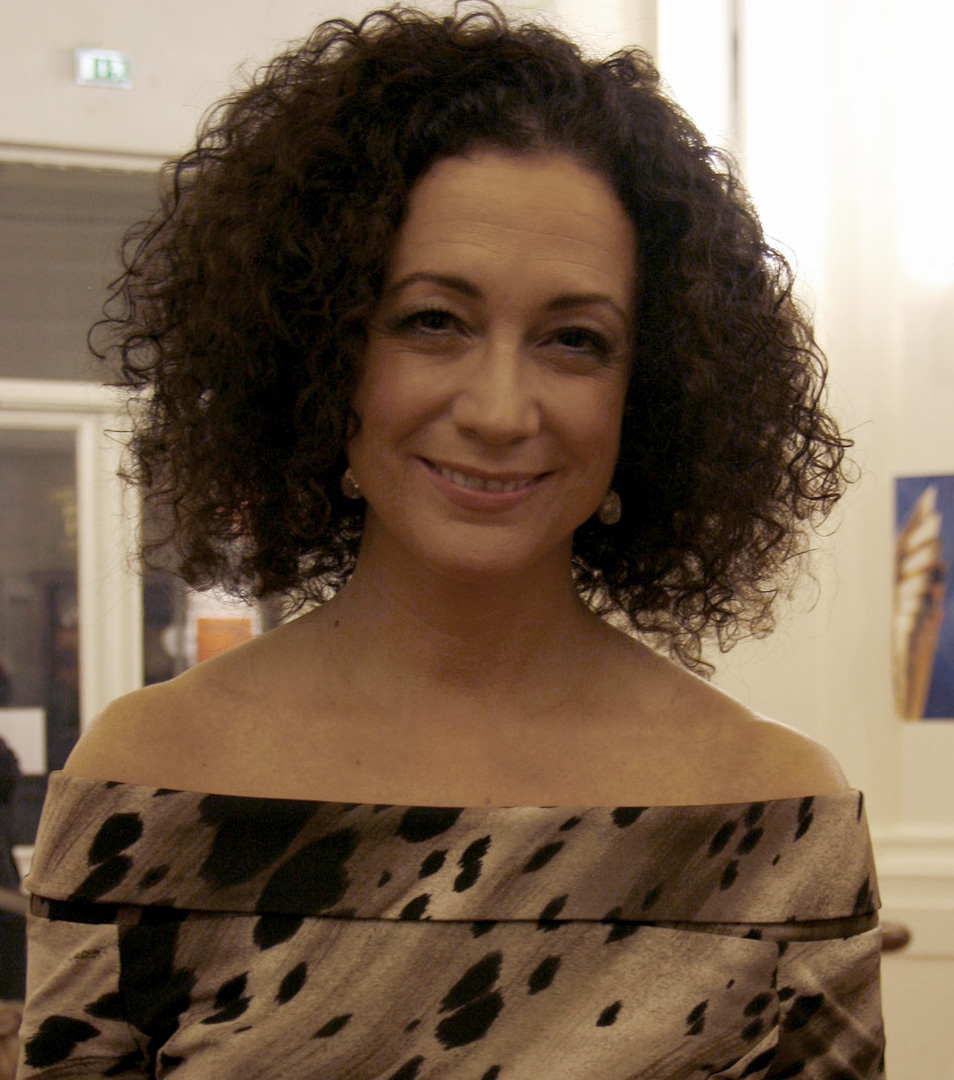
Barbara Wussow (2008)

Barbara Wussow (* 28. März 1961 in München) ist eine österreichische Schauspielerin und Autorin.

## Leben

### Herkunft und Ausbildung
Barbara Wussow ist die Tochter des ehemaligen Burgschauspielerehepaares Klausjürgen Wussow und Ida Krottendorf, ihr Bruder ist der Schauspieler Alexander Wussow. Sie wuchs zunächst in ihrer Geburtsstadt München auf, wo sie mit vier Jahren eine Ballettschule besuchte. Im Alter von sechs Jahren zog sie mit ihren Eltern nach Wien, da Vater Klausjürgen Wussow von seinem Stammhaus, dem Residenztheater München, an das Wiener Burgtheater engagiert wurde. Sie besuchte die katholische Volksschule „Maria Regina“ (auch als „Hofzeile“ bekannt) der Schwestern vom armen Kinde Jesus in Wien-Döbling. Nach der Volksschule trat sie in derselben Schule ins Gymnasium ein. Sie maturierte dort im Jahre 1979.
1982 traf Barbara Wussow in Salzburg anlässlich einer Lesung den Schauspieler Albert Fortell, Sohn des Schauspielers Bert Fortell. Die beiden wurden ein Paar und heirateten 1990. Sohn Nikolaus kam 1998 zur Welt, Tochter Johanna 2005. Gemeinsam spielte das Paar Wussow/Fortell in verschiedenen Theater- und Fernsehproduktionen, so in der Fernsehserie Die Leute von St. Benedikt sowie einzelnen Episoden von Eurocops, Blaues Blut und Schlosshotel Orth, sowie in der ARD/RAI-Produktion „Ariadna“ nach Anton Tschechow.
Nach der Matura studierte Barbara Wussow an der Akademie der bildenden Künste Wien Bühnenbild und Kostümbild in der Klasse von Lois Egg. Das Studium schloss sie 1983 mit dem akademischen Grad Magistra Artium ab. Während des Studiums arbeitete sie als Assistentin des Bühnenbildners Günther Schneider-Siemssen.
Sie entschloss sich, Schauspielerin zu werden und nahm privaten Schauspielunterricht bei Burgschauspielerin Susi Nicoletti. Danach studierte sie in der Wiener Schauspielschule Krauss, die sie mit der offiziellen Bühnenreifeprüfung abgeschlossen hat. 1984 debütierte sie an der Seite des Schauspielers Helmut Qualtinger im Theater in der Josefstadt in Wien mit der Uraufführung der Theaterfassung des Rosenkavalier. Danach folgten mehrere Jahre und zahlreiche Rollen an diesem Haus.

### Schauspielkarriere

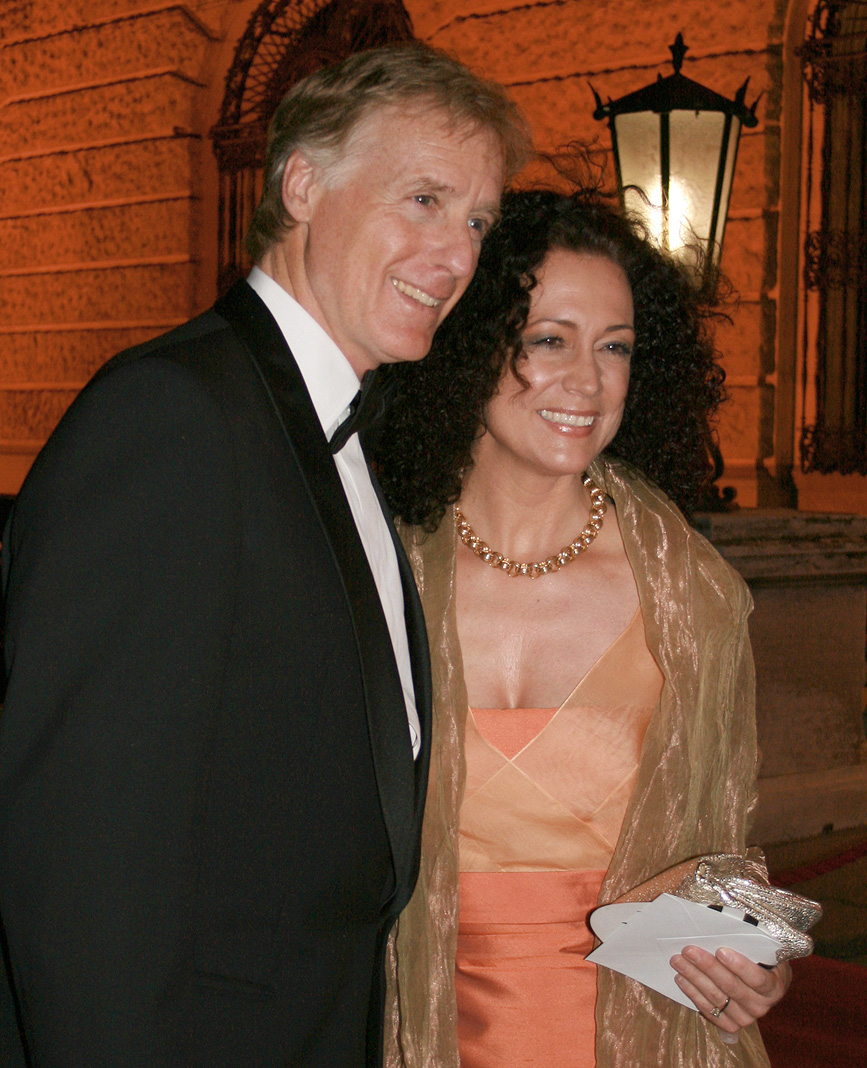
Barbara Wussow und Albert Fortell bei der Romy-Verleihung 2008 in Wien

Während ihres ersten Engagements am Theater in der Josefstadt bot sich ihr die Möglichkeit, auch im Fernsehen mit der zunächst klein konzipierten Rolle der Lernschwester Elke, die sie zwischen 1985 und 1989 spielte, an der Seite ihres Vaters Klausjürgen Wussow in der ZDF-Fernsehserie Die Schwarzwaldklinik Fuß zu fassen. Von 1991 bis 1994 war sie als Sekretärin Vera Busch vom Frankfurter Ordnungsamt in der Krimiserie Hecht & Haie des Hessischen Rundfunks für die ARD neben Walter Kreye und Friedrich-Karl Praetorius in 26 Folgen zu sehen. Es folgten zahlreiche weitere Rollen in Serien wie auch in Film- und Fernsehproduktionen.
2011 trat sie in Berlin in Aufführungen von Hofmannsthals Jedermann als Buhlschaft neben Winfried Glatzeder und 2012 neben Francis Fulton-Smith im Rahmen der Berliner Jedermann-Festspiele auf.
Vom 27. Juni bis 6. September 2015 spielte sie bei den Karl-May-Spielen in Bad Segeberg an der Seite von Jan Sosniok und Ralf Bauer die Rolle der Señorita Miranda.
Seit Ostern 2018 spielt sie als Nachfolgerin von Heide Keller die Hoteldirektorin Hanna Liebhold an der Seite von Florian Silbereisen auf dem ZDF-Traumschiff.
Wussow tritt neben ihrer Arbeit auf der Bühne und vor der Kamera mit zahlreichen Lesungen zu verschiedenen Themen auf. Gelegentlich moderiert sie zudem diverse Galas, wie etwa den Fernsehpreis Romy.

### Soziales Engagement
Barbara Wussow präsentiert sich direkt und indirekt in mehreren Wohltätigkeits-Projekten – unter anderem für das SOS-Kinderdorf in Kőszeg (Ungarn), bei missio Aachen, bei Ärzte ohne Grenzen, bei der Aktion Lebensrecht für Alle e. V. (Alfa), beim Hilfswerk Österreich und bei der Aktion Künstler helfen Künstlern. Sie und ihr Bruder Alexander sind Botschafter der Deutschen Kinderkrebsnachsorge – Stiftung für das chronisch kranke Kind in Villingen-Schwenningen, welche im Dezember 1990 von ihrem Vater Klausjürgen Wussow mitgegründet wurde.

### Privates
Barbara Wussow ist seit 1990 mit dem Schauspieler Albert Fortell (bürgerlich Adalbert Fortelni) verheiratet und hat mit ihm zwei Kinder. Im April 2009 publizierte sie gemeinsam mit ihrem Bruder Alexander das Buch Klausjürgen Wussow. Sein Leben mit Ida Krottendorff über ihren bekannten Vater.

## Filmografie (Auswahl)
- 1985–1989: Die Schwarzwaldklinik (Fernsehserie)
- 1987: Ein Heim für Tiere – Das Wildschwein (Fernsehserie)
- 1988: SOKO 5113 – Die Vergangenheit kennt kein Ende (Fernsehserie)
- 1989: Blaues Blut – Wer zweimal lebt, stirbt einmal mehr (Fernsehserie)
- 1989: Keine Gondel für die Leiche
- 1989: Singles (Fernsehserie)
- 1990: Ariadna – Nachmittag auf dem See
- 1990: Praxis Bülowbogen (Fernsehserie, Folge Wer nicht hören will…)
- 1990: Roda Roda (Fernsehserie, Segment  Die Rettung des Frl. Reichenberg)
- 1991: Wolfgang A. Mozart (Fernsehfilm)
- 1991: Insel der Träume – Der Priester (Fernsehserie)
- 1991: Eurocops – Nasse Füsse (Fernsehserie)
- 1992: Die Leute von St. Benedikt (Fernsehserie)
- 1993: Glückliche Reise – Island (Fernsehreihe)
- 1993: Hecht & Haie (Fernsehserie, 25 Folgen)
- 1994: Rosamunde Pilcher – Karussell des Lebens
- 1995: Alte Freunde küßt man nicht
- 1996: Die Geliebte
- seit 1997: Das Traumschiff
  - 1997: Hawaii
  - 2004: Australien
  - 2011: New York, Savannah, Salvador de Bahai (als sie selbst)
  - 2018: Malediven (erster Einsatz als ständige Hauptrolle)
  - 2018: Hawaii
  - 2019: Japan
  - 2019: Sambia
  - 2019: Antigua
  - 2020: Kolumbien
  - 2020: Marokko
  - 2020: Kapstadt
  - 2020: Seychellen
  - 2021: Malediven/Thaa-Atoll
  - 2021: Schweden
  - 2022: Namibia
  - 2022: Mauritius
  - 2022: Lappland
  - 2022: Coco Island
  - 2023: Bahamas
  - 2023: Vancouver
  - 2023: Walvis Bay
  - 2023: Utah
  - 2024: Nusantara
  - 2024: Phuket
  - 2024: Argentinien
  - 2025: Curaçao
  - 2025: Miami
- 1997: Teneriffa – Tag der Rache (Fernsehfilm)
- 1997: Singles (Fernsehserie)
- 1998: Schalom, meine Liebe (Fernsehfilm)
- 1999: Das Geheimnis des Rosengartens (Fernsehfilm)
- 2000: Rosamunde Pilcher – Der lange Weg zum Glück (Fernsehreihe)
- 2000: Der Zauber des Rosengartens (Fernsehfilm)
- 2000: Stimme des Herzens
- 2000–2001: Schlosshotel Orth (Fernsehserie, Gastrolle für 13 Episoden)
- 2001: Eine Insel zum Träumen – Koh Samui (Fernsehfilm)
- 2002: Mord an Bord
- 2002: Liebe, Lügen, Leidenschaften
- 2002: Singapur-Express – Geheimnis einer Liebe
- 2003: Mein Mann, mein Leben und du (Fernsehfilm)
- 2004: Mit deinen Augen
- 2004: Der Ferienarzt… Wiedersehen am Gardasee
- 2004: Tausendmal berührt
- 2005: Die Schwarzwaldklinik – Die nächste Generation
- 2005: Wenn der Vater mit dem Sohne
- 2006: Agathe kann’s nicht lassen – Mord mit Handicap
- 2006: Rosamunde Pilcher – Wo die Liebe begann
- 2007: SOKO Wien – Stille Wasser (Fernsehserie)
- 2007: Die Frauen der Parkallee
- 2007: Fjorde der Sehnsucht (Fernsehfilm)
- 2008: Italien im Herzen
- 2009: Lilly Schönauer – Heimkehr ins Glück
- 2009: Das Traumhotel – Malaysia
- 2009: Rosamunde Pilcher – Eine Liebe im Herbst
- 2009: Il mistero del lago (Fernsehfilm)
- 2010: Die Alpenklinik – Liebe heilt wunden
- 2010: La donna velata (Fernsehfilm)
- 2010: Mordkommission Istanbul – In deiner Hand
- 2011: SOKO 5113 – Schlussapplaus (Fernsehserie)
- 2011: SOKO Wien – Chefsache (Fernsehserie)
- 2011: Rosamunde Pilcher – Englischer Wein
- 2013: Kreuzfahrt ins Glück – Hochzeitsreise in die Provence
- 2016: SOKO Stuttgart – Rendezvous mit dem Tod (Fernsehserie)
- 2018–2024: Kreuzfahrt ins Glück (Fernsehreihe, Hauptrolle)
- 2019–2021: Um Himmels Willen (Fernsehserie, Gastrolle für 25 Folgen)
- 2019: Vier Frauen und ein Todesfall (Fernsehserie)

## Werk
- Barbara und Alexander Wussow: Klausjürgen Wussow. Sein Leben mit Ida Krottendorff, Hamburg: edel:vita, April 2009, ISBN 978-3-941378-16-2